# Microtropis
Microtropis és un gènere de plantes dins la família Celastraceae. Actualment està distribuït a l'Àsia tropical, però fins al Plistocè mitjà també ocupaven el nord-oest de la regió mediterrània incloent els Països Catalans.

## Algunes espècies
- Microtropis argentea, Kochummen
- Microtropis borneensis, Merr. & Freeman
- Microtropis densiflora, Wight
- Microtropis fascicularis, Kochummen
- Microtropis keningauensis, Kochummen
- Microtropis rigida, Ridl.
- Microtropis sabahensis, Kochummen
- Microtropis sarawakensis, Kochummen
- Microtropis tenuis, Symington